# José Piñera
José Piñera Echenique (Santiago del Cile, 6 ottobre 1948) è un economista e politico cileno, esponente del pensiero economico liberista.

## Biografia
Laureato alla Universidad Católica de Chile, nel 1974 conseguirà poi il PhD in economia presso l'Università Harvard. Dal 1975 insegnò Economia all'Università cattolica del Cile a Santiago.

### Ministro del Lavoro e della Sicurezza Sociale
Durante il regime militare di Augusto Pinochet ha rivestito prima il ruolo di Ministro del Lavoro e della Sicurezza Sociale (1978-1980), poi quello di Ministro delle Miniere (1980-1981). Assunse i "Chicago boys", gruppo di giovani economisti cileni formati, negli anni settanta, presso l'università di Chicago sotto l'egida di Milton Friedman e Arnold Harberger. In quegli anni, Piñera implementò tre riforme: la privatizzazione del sistema pensionistico, la creazione di un nuovo codice del lavoro pro-occupazione, e la legge costituzionale che apriva il settore minerario all'iniziativa privata.

#### Dissensi con la giunta militare
Piñera cominciò progressivamente a distaccarsi dal regime: nell'aprile del 1981 venne reso noto che, in una riunione del gabinetto dei ministri, affrontò il generale Pinochet per evitare che un importante leader sindacale, Manuel Bustos, venisse esiliato. Come risultato, l'ordine di esilio fu revocato.
In disaccordo con la giunta militare, nel dicembre 1981 rassegnò le dimissioni, avviando così una campagna indirizzata alla transizione del Cile verso una democrazia. 
Egli sostiene che le sue politiche favorirono il cosiddetto "miracolo economico del Cile".
Piñera poi si schierò contro Pinochet al referendum del 1988, che costrinse il generale a ritirarsi e indire libere elezioni nel 1989.

### Dopo il ritorno alla democrazia
Nel 1990, dopo l'avvenuta transizione del paese alla democrazia, Piñera fondò Proyecto Chile 2010 con l'obiettivo di trasformare il Cile in un paese sviluppato entro quella data (il bicentenario dell'indipendenza). Nel 1991 aderì all'Unione Democratica Indipendente.
Nel 1992, con l'obiettivo di dimostrare che anche i poveri potessero comprendere i benefici di un'economia liberista, si candidò come consigliere comunale a Conchalí, dove vinse.
Alle elezioni presidenziali del 1993, per protesta con l'UDI perché voleva la scelta del candidato attraverso le primarie, si candidò come indipendente, arrivando terzo tra i sei contendenti, con il 6,18 % delle preferenze.
Nel 1994 ha fondato il The International Center for Pension Reform per promuovere in tutto il mondo il sistema pensionistico cileno. Nello stesso anno divenne co-presidente del Cato Institute's Project on Social Security Choice.
Il fratello minore Sebastián Piñera, del partito liberal-conservatore Rinnovamento Nazionale, alle presidenziali del 2009, è stato eletto Presidente della Repubblica con una coalizione di centro-destra, venendo rieletto alle presidenziali del 2017.

## Polemiche sulla partecipazione al regime militare di Pinochet
Nel giugno 2010 è coinvolto in una polemica sul giudizio storico su Pinochet e Allende: pur riconoscendo la repressione della dittatura, aggiunse che il golpe fu necessario perché Allende, dopo l'elezione, si era posto fuori dalla legalità devastando la democrazia e l'economia cilena, con l'intenzione di instaurare il "socialismo reale castrista", pur essendo stato sfiduciato dal Parlamento (il Congresso del Cile), che invocò spesso, in effetti, un intervento legalitario dei militari (che invece instaurarono un regime). Piñera azzardò anche un contestato paragone con la salita al potere di Adolf Hitler in Germania, avvenuta anch'essa con metodi formalmente democratici. Egli ha considerato il golpe come un male minore, e ha sostenuto che i militari eseguirono un ordine legittimo del Parlamento (che poi però sciolsero), che votò a favore della destituzione di Allende 18 giorni prima dell'11 settembre 1973.
Molte volte, a causa della sua collaborazione alla politica economica del regime, è stato duramente contestato e insultato, arrivando fino quasi alle minacce di violenza fisica, da movimenti della sinistra comunista. Tuttavia occorre ricordare la sua disapprovazione alle torture e alle violazioni di diritti umani nel Cile di Pinochet, di cui almeno in parte doveva essere a conoscenza (viste anche le sue dimissioni), cosa che però non gli impedì di far parte del governo dittatoriale.

Egli sottolinea spesso che, a suo dire, la colpa fu della sinistra come della destra, per il clima da guerra civile creato da formazioni militari e paramilitari, come il MIR, che Allende legittimò offrendo al suo leader un posto di governo (da questi rifiutato), nonostante l'uso del terrorismo da parte della formazione di estrema sinistra. Sull'uso della tortura ha scritto invece che 
Piñera ha prodotto inoltre un dossier, intitolato Nunca más ("mai più") o Never again. How Allende destroyed democracy in Chile ("Mai più. Come Allende ha distrutto la democrazia in Cile"), il cui titolo spagnolo si ispira al rapporto omonimo sulla guerra sporca argentina, in cui espone il proprio punto di vista e afferma che non dovrà più avvenire che la violenza politica contamini la vita del Cile, e che ogni tentativo di rivoluzione o reazione contro la democrazia liberale, dovrà essere fermato sul nascere, al fine di evitare guerriglia e terrorismo (compreso quello di stato, come avvenuto nella dittatura militare).

## Premi
- "Liberty Award for Opportunity" (1998), Americans for Hope, Growth and Opportunity
- "John S. Bickley Gold Medal" (1999), International Insurance Society
- "Hall of Fame" (2000), International Insurance Society
- "Champion of Liberty" (2003), Goldwater Institute (libertarian think tank)
- "Liberty Award" (2005), Liberalni Institut, Prague
- "Golden Umbrella Award" (2007), Stockholm Network (London based network of think tanks)
- "Adam Smith Award" (2009), Association of Private Enterprise Education